# Acontius lamottei
Espèce
Synonymes
- Aporoptychus lamottei Dresco, 1972

Acontius lamottei est une espèce d'araignées mygalomorphes de la famille des Cyrtaucheniidae.

## Distribution
Cette espèce est endémique de Côte d'Ivoire.

## Publication originale
- Dresco, 1972 : Études sur les mygales. Sur deux mygales terricoles de Côte-d'Ivoire, description de Aporoptychus lamottei, sp. nov. (Fam. Ctenizidae, s. f. Ctenizinae). Bulletin de l'Institut Fondamental d'Afrique Noire, sér. A, vol. 34, p. 544-549.